# Oscar Taveras
Oscar Francisco Taveras Cabrera (Puerto Plata, 19 de junio de 1992 - Ibidem, 26 de octubre de 2014) fue un jardinero de béisbol profesional dominicano - canadiense que jugó una temporada para los Cardenales de San Luis de las Grandes Ligas (MLB). Jugó en las tres posiciones de los jardines y pasó la mayor parte del tiempo en el jardín central.
Con prodigiosas habilidades de bateo, Taveras fue un prospecto consensuado entre los cinco mejores de las ligas menores en 2013 y 2014. Obtuvo comparaciones con el ex jardinero de la MLB y su compatriota Vladimir Guerrero: con un golpe poderoso, suave y equilibrado, Taveras bateó con éxito lanzamientos fuera de la zona de strike, también similar a Guerrero, poseía un brazo de lanzamiento fuerte y preciso. El jardinero recibió una letanía de premios y ganó títulos de bateo en dos ligas menores, incluyendo bateo de .386 para el título de la Liga del Medio Oeste en 2011. Al año siguiente, ganó el título de bateo de la Liga de Texas y fue el Jugador de la Liga de Texas de la Año y organización de los Cardenales Jugador del año.
El 31 de mayo de 2014, Taveras conectó un cuadrangular en su debut en las Grandes Ligas contra los Gigantes de San Francisco y bateó para 239 en 80 juegos de temporada regular, jugando principalmente en el jardín derecho. También conectó un jonrón que empató el juego en el Juego 2 de la Serie de Campeonato de la Liga Nacional 2014 contra los Gigantes.

## Primeros años
Originario de Puerto Plata, República Dominicana, Oscar Taveras creció en un pueblo llamado Sosúa. Comenzó a interesarse por el béisbol a temprana edad. Según su padre, Francisco Taveras, alrededor de los cinco años comenzó a llamarse a sí mismo "El Fenómeno". "Él decía: 'Te voy a hacer el papá más feliz del mundo. Quiero ser una estrella, quiero ser un jugador de Grandes Ligas. Soy el fenómeno, "soy el mejor", relata su padre.
El padre de Taveras era jardinero en el sistema de ligas menores de los Cerveceros de Milwaukee. Taveras vivió en Montreal entre los 12 y los 16 años y obtuvo la ciudadanía canadiense. Posteriormente regresó a República Dominicana; si se hubiera quedado en Canadá, habría ingresado al draft después de la escuela secundaria.

## Carrera profesional

#### DSL Cardenales, Johnson City, y Quad Cities (2009–11)

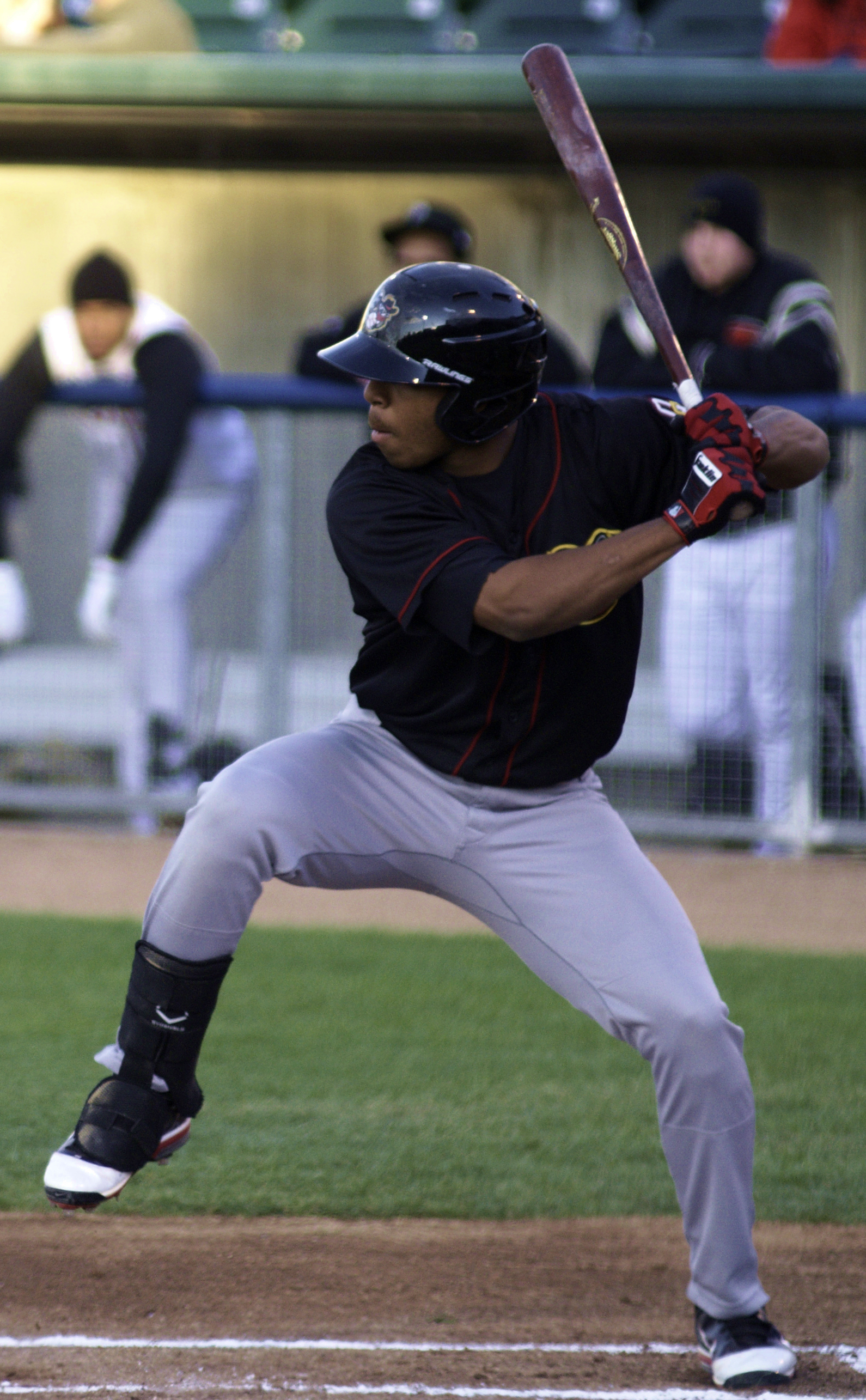
Taveras bateando para los Quad Cities River Bandits

Los Cardenales de San Luis firmaron a Taveras como agente libre amateur internacional el 25 de noviembre de 2008 por $145,000. Lo asignaron a los Cardenales de la Liga de Verano Dominicana de la liga de novatos la próxima temporada. Aunque bateó solo .265 con un jonrón (HR) y 42 carreras impulsadas (RBI) en 65 juegos, Taveras ganó un ascenso a los Johnson City Cardinals de la Liga Apalache de nivel novato en 2010. El talento que los cazatalentos habían descubierto en República Dominicana se actualizó rápidamente, ya que bateó para .322 con 8 HR y 43 carreras impulsadas en 53 juegos.
Taveras ganó otro ascenso a los Quad Cities River Bandits de la Class A Midwest League (MWL) en 2011 y pasó toda la temporada allí. Del 11 de mayo al 11 de junio estuvo fuera de acción debido a una lesión en el tendón de la corva . A pesar de perder un mes completo, su bateo continuó mejorando al obtener 33 juegos de múltiples hits, 17 concursos de tres hits y cinco juegos de cuatro hits. Además, ganó dos premios MWL Player of the Week (PoW). El primero fue para la semana del 17 de julio, luego de batear .600 (15 hits en 25 turnos al bate) con cinco juegos de múltiples hits, 10 carreras anotadas y cinco carreras impulsadas.
El segundo premio PoW que Taveras ganó con los River Bandits fue para la semana que terminó el 28 de agosto. Bateó .581 (18–31) con otros cinco juegos de múltiples hits, dos jonrones y 11 carreras impulsadas. Esa semana, también logró tres juegos de tres hits y dos juegos de cuatro hits. Después de salir de la banca en el juego del 28 de agosto contra Burlington , se fue de 3 de 3 con un jonrón y falló el bateo del ciclo por un doble. Para la temporada, Taveras bateó .386 con un porcentaje de embase (OBP) de .444, porcentaje de slugging de .584 (SLG), ocho HR y 62 carreras impulsadas en 78 juegos.
Obtuvo el título de bateo de la Liga del Medio Oeste con el promedio más alto de la liga desde 1956. En realidad, le faltaron 31 apariciones en el plato para calificar; sin embargo, su promedio de bateo ajustado después de agregar los turnos al bate sin hits todavía le dio el título. Fue el primer jugador de ligas menores de los Cardenales en ganar el título de bateo de la MWL desde Brendan Ryan en 2004.

### Springfield y Memphis (2012-14)
Después de ganar el título de bateo de la Midwest League a los 19 años, Taveras comenzó a llamar la atención fuera de la organización de los Cardinals. Baseball America lo nombró el tercer mejor prospecto de los Cardinals antes de la temporada 2012 y lo ubicó en el puesto 74 en todo el béisbol. [8] Los Cardenales lo asignaron para jugar con los Cardenales de Springfield de la Liga de Texas Clase AA . Pasó toda la temporada allí, jugando 124 partidos antes de participar en la liga de invierno.
Taveras ganó su primero de dos premios al Jugador del Mes de las Ligas Menores de los Cardenales en 2012 para abril después de batear .340 (32–94) con seis HR y 21 carreras impulsadas. El 4 de junio, logró su primer juego de cinco hits en su carrera contra Corpus Christi con cuatro carreras anotadas. Obtuvo los honores de PoW durante la semana que terminó el 10 de junio, que incluyó el juego de cinco hits, después de batear .500 (14-28) con dos jonrones, cuatro carreras impulsadas y 11 carreras anotadas. Taveras ganó su segundo premio al Jugador del Mes en la organización de 2012, y el tercero de su carrera, en junio después de sumar un promedio de .347 (34-98), seis HR y 19 carreras impulsadas. A partir del 8 de junio, acumuló una racha de hits de 12 juegos.
Seleccionado para el equipo All-Star de la Liga de Texas, Taveras comenzó en el jardín central y bateó cuarto. Su esfuerzo de 3 de 4, jonrones, dobles y dos carreras impulsadas lo ayudaron a ganar los honores unánimes de Jugador Más Valioso del juego. También jugó en el Juego de Futuros All-Star de las Grandes Ligas para el equipo mundial. Comenzó en el jardín derecho y bateó tercero, recolectando un hit en tres turnos al bate. Terminó la temporada con una racha de 22 juegos en base que se extendió del 4 de agosto al 3 de septiembre. Taveras registró 43 juegos de múltiples hits, incluidos 12 juegos de tres hits, cinco juegos de cuatro hits y un juego de cinco hits. En sus 124 juegos en total, jugó 93 en el jardín central, 15 en el derecho y uno en el izquierdo. Bateó de manera segura en 94 juegos y alcanzó la base en 107. Bateó .346 (47 de 136) con ocho HR y 72 carreras impulsadas con corredores en posición de anotación (RISP) y .321 con RISP y dos outs, incluyendo 17 carreras impulsadas. También bateó .372 (73 de 196) con 12 HR y 49 carreras impulsadas en la sexta entrada y después. 
Los totales de la temporada de Taveras para 2012 incluyeron 23 HR, 94 carreras impulsadas y un promedio de bateo de .321. líder en la liga, su segundo título de bateo de ligas menores. Además, lideró la Liga de Texas en extrabase hits (67), dobles (37), total de bases (273) y bases por bolas intencionales (10). Ocupó el segundo lugar en hits (153), porcentaje de carreras impulsadas y slugging (.572), y empató en el cuarto lugar tanto en jonrones como en triples (7). En nueve juegos de playoffs, bateó .235 con cuatro dobles y dos carreras impulsadas cuando Springfield ganó el campeonato de la Liga de Texas. Baseball America otorgó al club el premio al Equipo del Año de las Ligas Menores. Taveras fue nombrado Jugador del Año de la Liga de Texas.
Además, Taveras lideró a todos los jugadores de ligas menores de los Cardinals en hits, dobles, triples, jonrones, carreras impulsadas, SLG y embasados más slugging (.953), mientras que también terminó entre los cinco primeros en promedio de bateo y carreras. Fue nombrado Jugador del Año de las Ligas Menores de los Cardinals. Jugó otros 39 partidos en la Liga Dominicana de Béisbol Profesional después de la temporada para las Águilas Cibaeñas. Ganó el premio al Novato del Año de la liga luego de batear para .316 con cinco jonrones y 17 carreras impulsadas mientras las Águilas lograron el mejor récord de la liga. En una encuesta de habilidades ("Mejores herramientas"), Baseball America encontró a Taveras como el "Mejor bateador de promedio".

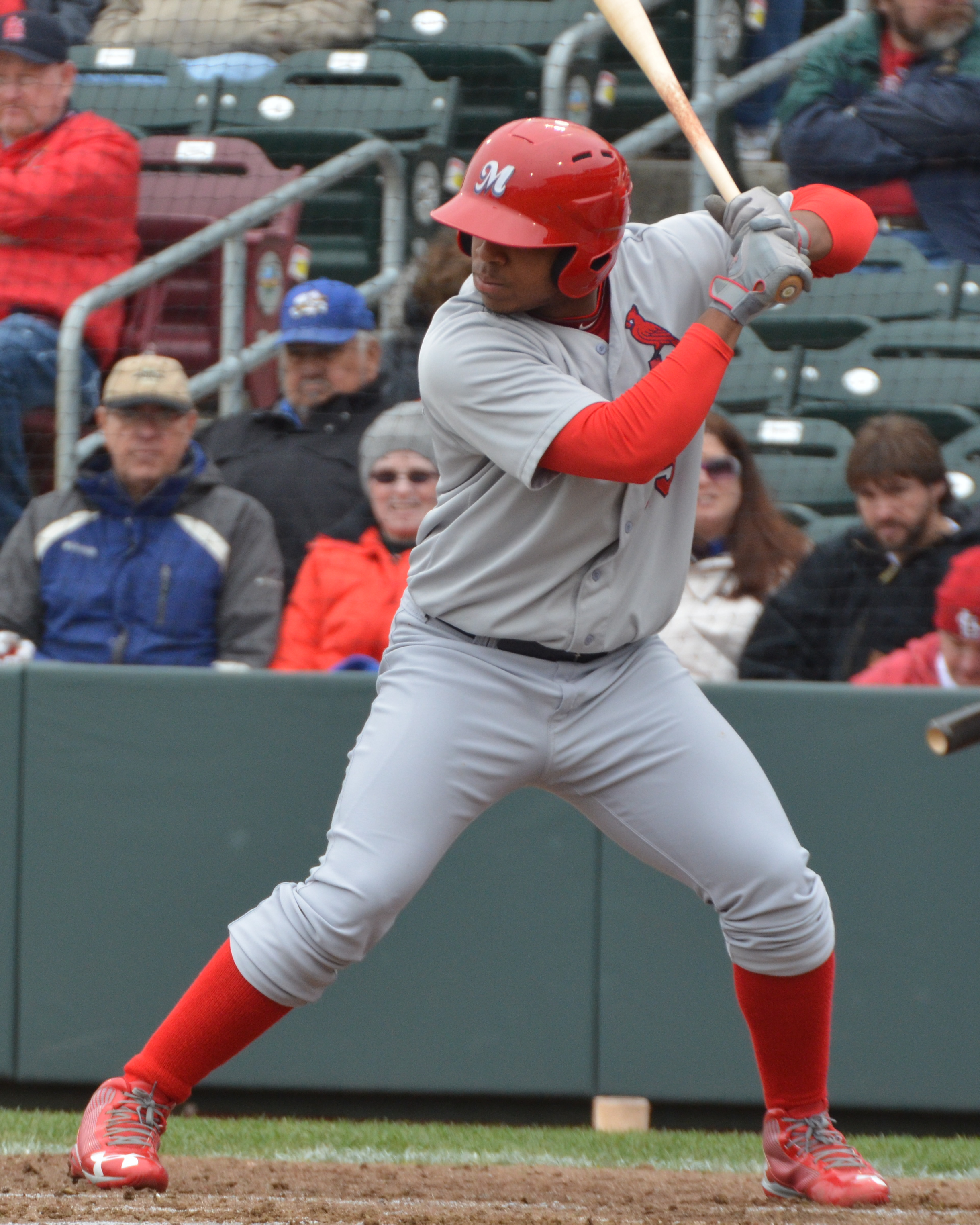
Taveras bateando para los Memphis Redbirds en 2013

Al entrar en la temporada 2013, Baseball America clasificó a Taveras como el mejor prospecto de los Cardinals y el tercer mejor prospecto de todo el béisbol.  MLB.com también clasificó a Taveras como el prospecto número uno de los Cardinals, y el prospecto número tres en sus 50 mejores prospectos. Prior to the 2013 World Baseball Classic, Taveras' agent was approached about him playing for the Canadian national baseball team. Antes del Clásico Mundial de Béisbol de 2013 , se le acercó al agente de Taveras para que jugara para el equipo nacional de béisbol de Canadá . [16] Los Cardenales lo promovieron a los Redbirds de Memphis Triple-A de la Liga de la Costa del Pacífico.
En cada juego del 6 al 10 de mayo, Taveras consiguió al menos una carrera impulsada. Bateó .362. con 17 hits en 47 turnos al bate durante el mes de mayo. Sin embargo, una lesión obstruyó su acción en el juego. Mientras se deslizaba a la segunda base en un juego del 12 de mayo, su tobillo atrapó y pronó torpemente en la bolsa, lo que resultó en un esguince de tobillo . Jugó en solo 15 juegos después de eso durante la temporada y en 46 en total. [18] La cirugía para corregir el esguince, realizada por el Dr. Robert Anderson, terminó su temporada en agosto.
Para la temporada, Taveras rindió un promedio de bateo de .306 con 12 dobles, cinco jonrones y 32 carreras impulsadas. Fue la cuarta temporada consecutiva en la que bateó al menos .300. Especialmente productivo contra los lanzadores diestros, forjó un promedio de bateo de .366 (37 de 101) con cuatro HR y 24 carreras impulsadas. Además, generó tres juegos de cuatro hits y 15 juegos de múltiples hits mientras bateaba con seguridad en 31 en total. En 18 juegos, proporcionó al menos una carrera impulsada, y en nueve, registró varios corredores impulsados. En la encuesta "Mejores herramientas" de Baseball America , fue calificado como el "Mejor bateador de promedio" en la organización de los Cardinals.

### Cardenales de San Luis (2014)
A partir de la temporada 2014 , MLB.com clasificó a Taveras como el segundo mejor prospecto de toda la MLB, solo detrás de Byron Buxton de la organización Minnesota Twins. Los Cardenales lo invitaron a los entrenamientos de primavera . Aunque los oficiales del equipo creían que su tobillo se había curado completamente a tiempo para el entrenamiento de primavera de 2014 , dudó en confiar plenamente en el rendimiento del tobillo. Siguió una lesión en el tendón de la corva, que lo limitó a solo seis turnos al bate. Los Cardenales lo eligieron para el campamento de ligas menores el 14 de marzo.

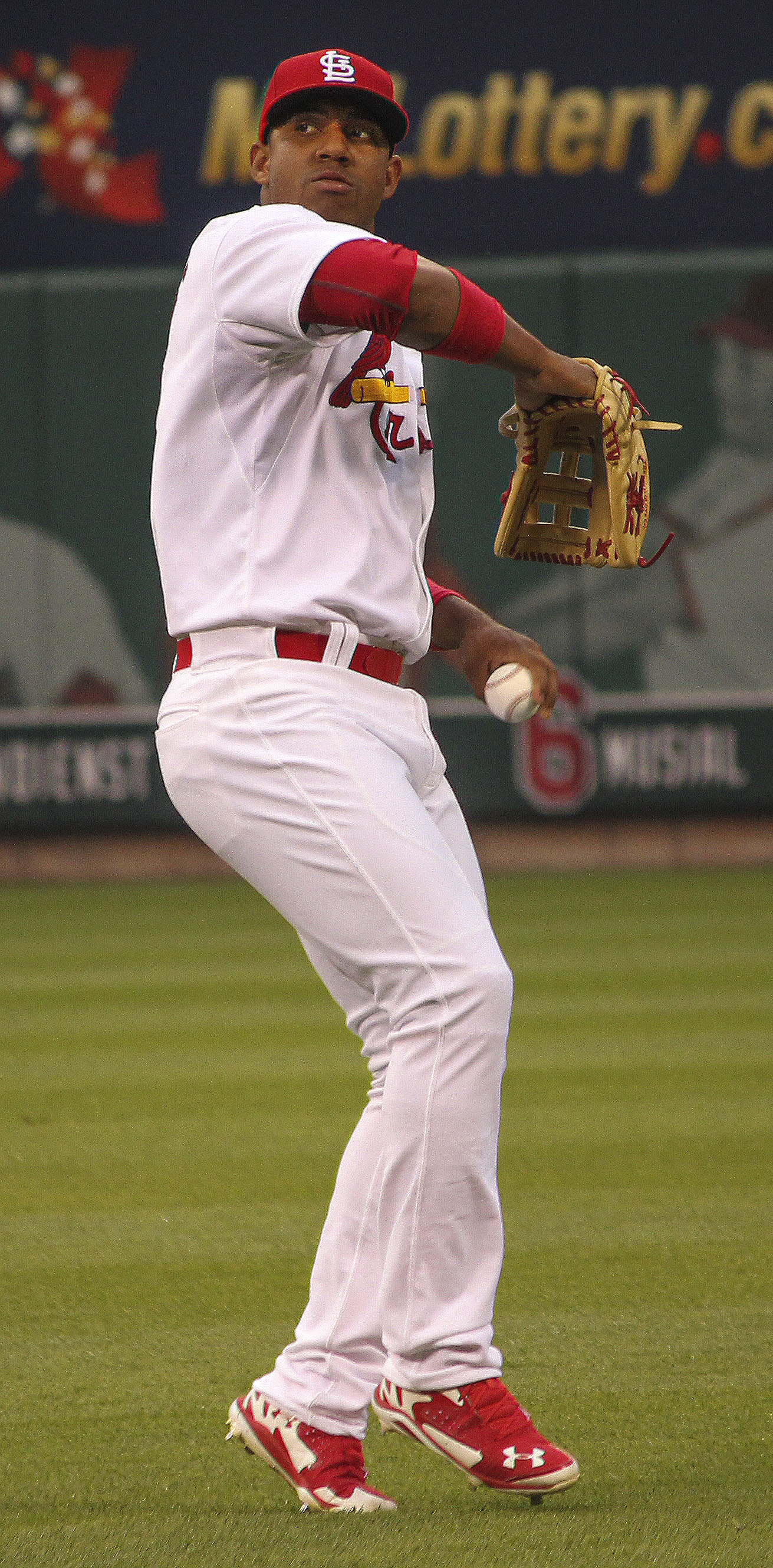
Taveras Jugando Para los Cardenales de San Luis

El 30 de mayo de 2014, los Cardinals llamaron a Taveras a su lista de MLB en una de las promociones más esperadas de todas las Grandes Ligas. Se convirtió en el primero de Sosúa en llegar a las Grandes Ligas. En ese momento, había bateado .325 con un OBP de .373 y un SLG de .524 en Memphis. Otros totales incluyeron siete HR y 40 RBI en 49 juegos y 191 turnos al bate. Taveras se mantuvo sin hits en juegos consecutivos solo una vez. En sus últimos 10 juegos, acumuló hits en todos menos uno, bateando .462. Durante esos mismos 10 juegos, diseñó dos juegos de tres hits y una salida de cuatro hits. En 209 apariciones en el plato, solo caminó 14 veces, pero también se ponchó solo a 25 para una tasa de ponches del 12,1%.
Haciendo su debut en la MLB en el Busch Stadium la tarde del sábado 31 de mayo, contra los Gigantes de San Francisco, Taveras falló con un elevado en su primer turno al bate. Sin embargo, conectó su primer hit y jonrón Primer Hit y Primer Jonrón Archivado el 1 de junio de 2014 en Wayback Machine., que viajó 418 pies (127 m), en su siguiente turno al bate. Ocurrió con un out en la parte baja de la quinta entrada contra el lanzador abridor Yusmeiro Petit. Se convirtió en el más joven en conectar un jonrón en su debut en las Grandes Ligas con los Cardenales desde Eddie Morgan en 1936 . También empezó a llover, lo que obligó inmediatamente a un retraso de 47 minutos. El jonrón resultó ser la carrera ganadora del juego cuando los Cardinals ganaron, 2-0.
Taveras conectó su primer sencillo de MLB al día siguiente, el 1 de junio. Cuando Matt Adams salió de la lista de lesionados el 19 de junio, el cumpleaños número 22 de Taveras, los Cardenales lo enviaron de regreso a Memphis después de batear .189 con un OBP de .225 y un SLG de .297 en 40. A pesar de las estadísticas de bajo índice, mostró una marcada capacidad para ponerse en contacto con los lanzadores de MLB. Su tasa de contacto del 92,3% en lanzamientos fuera de la zona de strike superó el promedio de MLB de 65,7% para todos los no lanzadores. Su tasa de fallas de 2.5% en golpes de swing fue significativamente menor que el promedio de MLB de 9.1%.
Un mes después de su primera convocatoria, los Cardinals llamaron a Taveras el 30 de junio. Bateaba .318 con .502 SLG en Memphis. Para permitirle más oportunidades de juego, los Cardinals canjearon al jardinero derecho titular en decadencia Allen Craig a los Medias Rojas de Boston en la fecha límite para cambios sin exención del 31 de julio. El primer juego de tres hits de su carrera fue el 7 de septiembre contra los Cerveceros de Milwaukee. Esa serie, jugó tres de los cuatro juegos, recolectando cinco hits en ocho turnos al bate con un jonrón y cuatro carreras impulsadas. Fue uno de los ocho juegos de múltiples hits del año. Taveras terminó la temporada 2014 con un promedio de bateo de .239 en 80 juegos de Grandes Ligas. Apareció en la lista de postemporada de los Cardinals, jugando exclusivamente como bateador emergente , y recogió tres hits y dos carreras anotadas en siete turnos al bate en total. Su debut en postemporada fue en la Serie Divisional de la Liga Nacional contra los Dodgers de Los Ángeles . Un hit fue un jonrón que empató el marcador en el Juego 2 de la Serie de Campeonato de la Liga Nacional contra los Giants, el único juego que los Cardinals ganaron en la serie; resultó que fue el golpe final de su carrera. Su último tuit fue "¡Gracias por todo el apoyo de los fans!" el 13 de octubre.

## Estadísticas de su carrera en la MLB
|  | Líder de la liga |

### Temporada regular
| Año   | Equipo    | J  | AB  | R  | H  | 2B | 3B | HR | RBI | BB | K  | SB | AVG  | SLG  | OPS  |
| ----- | --------- | -- | --- | -- | -- | -- | -- | -- | --- | -- | -- | -- | ---- | ---- | ---- |
| 2014  | St. Louis | 80 | 234 | 18 | 56 | 8  | 0  | 3  | 22  | 12 | 37 | 0  | .239 | .312 | .590 |
| Total | Total     | 80 | 234 | 18 | 56 | 8  | 0  | 3  | 22  | 12 | 37 | 0  | .239 | .312 | .590 |

### Playoffs
| Año   | Equipo    | J | AB | R | H | 2B | 3B | HR | RBI | BB | K | SB | AVG  | SLG  | OPS   |
| ----- | --------- | - | -- | - | - | -- | -- | -- | --- | -- | - | -- | ---- | ---- | ----- |
| 2014  | St. Louis | 7 | 7  | 2 | 3 | 0  | 0  | 1  | 1   | 0  | 1 | 0  | .429 | .857 | 1.286 |
| Total | Total     | 7 | 7  | 2 | 3 | 0  | 0  | 1  | 1   | 0  | 1 | 0  | .429 | .857 | 1.286 |

## Liga Dominicana
Jugó en la Liga de Béisbol Profesional de la República Dominicana en la temporada 2012-13 para las Águilas Cibaeñas, dónde ganó el premio de novato del año.

## Perfil de habilidades
Considerado como una versión zurda de Vladimir Guerrero (también oriundo de la República Dominicana), una de las habilidades más preciadas de Taveras era una habilidad que pocos poseen para cuadrar el bate y golpear con eficacia los lanzamientos que están fuera del strike. zona, tanto como fue el caso de Guerrero. Debido a la velocidad de su bate y la amplia gama de ubicaciones de lanzamiento en las que podía batear, Taveras logró desentrañar lo que se denomina " lanzamientos de lanzador ", lo que ayudó a contribuir a su alto promedio de bateo. Un bateador agresivo, Taveras mantuvo el control con su suave swing.
Con una postura de bateo amplia y una patada leve que "le permite mantener un equilibrio y una sincronización increíbles", cambió su peso sobre su pierna izquierda (trasera) "antes de conectar con la pelota con un swing rápido y explosivo". Su combinación de manos fuertes y rápidas y una excelente coordinación mano-ojo le permitió afirmar un control considerable del bate para hacer un contacto constante y directo con el lanzamiento entrante. Con la capacidad de conducir la pelota a todos los campos, su techo de poder era alto, proyectado con 25 a 30 jonrones en su mejor momento. Su preparación también recibió altas calificaciones. Hasta 2013, el promedio de bateo de las ligas menores de Taveras fue de .320 con 45 jonrones y 275 carreras impulsadas en 374 juegos.
Aunque las habilidades defensivas de Taveras no eran tan prodigiosas como sus habilidades de golpe, corría bien las rutas y tenía instintos sólidos. Al principio de su carrera profesional, se ganó la reputación de concentrarse demasiado en batear a expensas de su fildeo. Sin embargo, Taveras trabajó para aumentar sus habilidades en los jardines. Con un brazo fuerte para lanzar, sus habilidades defensivas lo proyectaron como un jardinero de esquina, particularmente en el jardín derecho. Sin embargo, los Cardinals creían que Taveras mostraba el rango y la habilidad para ser un jardinero central efectivo, por lo que comenzó a tomar un aprendizaje para aprender la posición.

## Muerte
El 26 de octubre de 2014, Taveras y su novia, Edilia Arvelo, fallecieron en un accidente automovilístico en la autopista Sosúa-Cabarete en Puerto Plata, República Dominicana, en el que su Chevrolet Camaro rojo se salió de la carretera y chocó contra un árbol. Taveras sufrió múltiples lesiones y fue declarado muerto mientras recibía atención en el Centro Médico Sosúa Cabarete. Arvelo sufrió heridas en la cabeza y el pecho.